# Roland Dorgelès
Roland Dorgelès (Amiens, (1885 - 1973), fue un periodista y escritor francés.

## Biografía

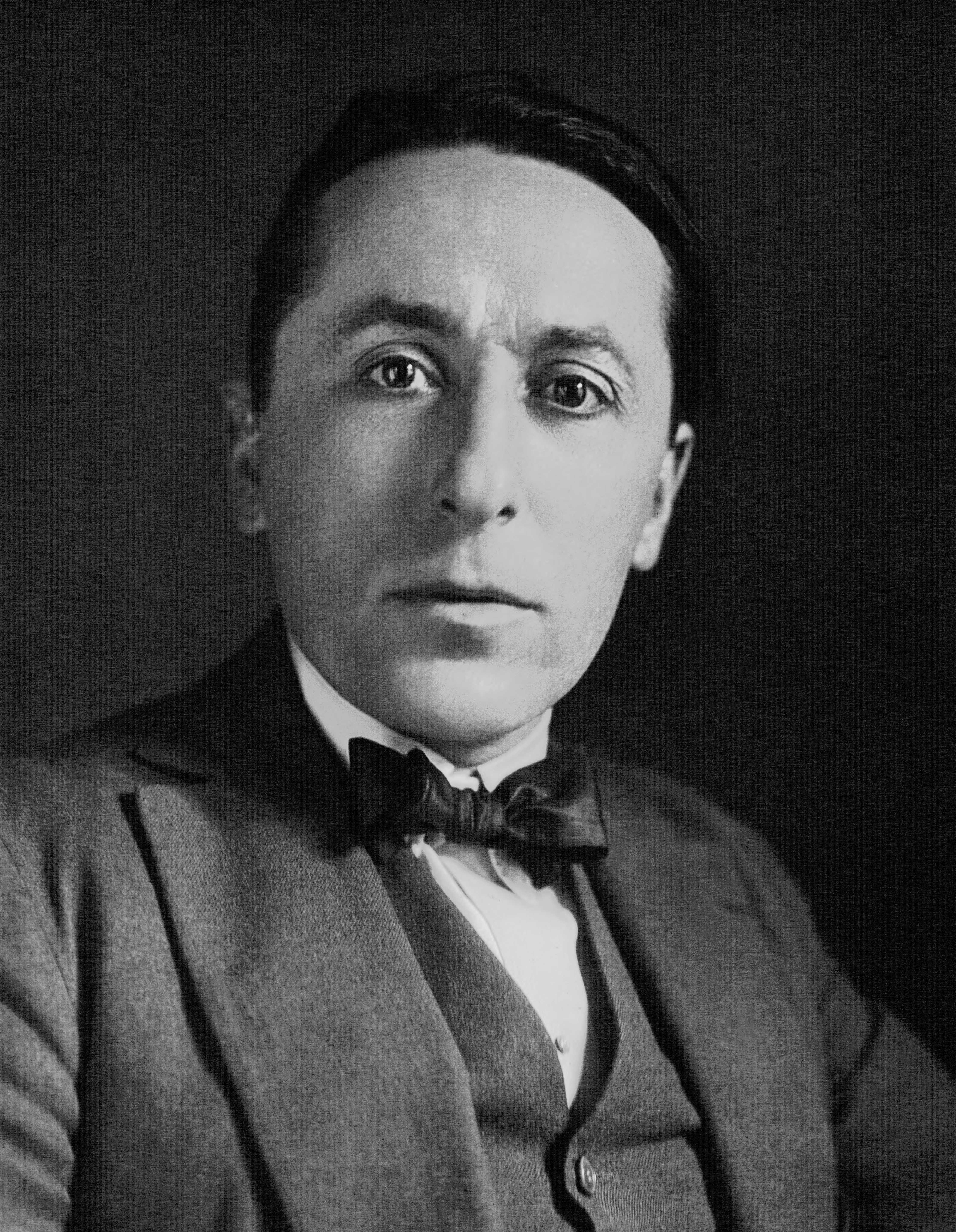
Roland Dorgelès, 1923

Pasó su infancia en la periferia de París y después se instaló, con sus padres, en la capital. Estudió artes decorativas, pero se dedicó al periodismo. Colaboró en varios periódicos, entre ellos Messidor, Paris-journal, Le Canard enchaîné, etc. 
Era habitual de los círculos artísticos y literarios de Montmartre y del restaurante Lapin Agile. Adquirió fama por sus artículos en Le Sourire o Fantasio, y por sus canulars (< francés ['bulo, farsa', lo que hoy conocemos como hoax]), muy al estilo de los ambientes bohemios de principios del siglo XX. Su farsa más célebre tuvo por escenario el Le Lapin Agile y consistió en la invención de un movimiento pictórico (el excesivismo) y de un pintor futurista italiano (Joachim-Raphaël Boronali) que resultó sur un burro. Un cuadro pintado ante notario por el animal (con un pincel atado a la cola) y titulado Et le soleil s'endormit sur l'Adriatique (Y el sol se dormía sobre el Adriático), expuesto en el Salón de los Independientes de 1910, suscitó la admiración del público y una buena acogida de la crítica.
En 1917 entró a formar parte de la revista satírica Canard enchaîné, en donde traba amistad con Henri Béraud y Paul Vaillant-Couturier. Allí publica una novela satírica titulada La máquina para acabar con la guerra. Mantendrá su colaboración, con numerosos artículos (algunos de ellos bajo el pseudónimo de Roland Catenoy), hasta 1920. Los principales blancos de su sátira fueron los beneficiarios de la guerra, los parlamentarios, la policía y los que insistían en diabolizar el bolchevismo para asegurarse el poder basado en el miedo.
Aunque su carrera literaria comenzó por el teatro (La cuerda al cuello), obtuvo el éxito con el relato Las cruces de madera (1919), en el que contaba su experiencia como voluntario en la Primera Guerra Mundial.
En 1923, se casó con Hania Routchine, artista lírica de ascendencia rusa. Un viaje a las colonias francesas de Indochina le inspiró En la ruta de los mandarines.
En 1929, sustituyó a Georges Courteline en la Academia Goncourt, de la que sería presidente en 1954. Durante el período de entreguerras, viajó mucho y realizó una abundante producción literaria. En 1939 fue contratado como corresponsal de guerra por la revista Gringoire. Durante la ocupación de Francia por Alemania, se instaló en Montsaunès con su amigo, el pintor Raoul Dufy.
Está enterrado en el Cementerio Saint-Vincent de Montmartre.
- Datos: Q1393036
- Multimedia: Roland Dorgelès / Q1393036